# Doums
Doums, de son vrai nom Mamadou Coulibaly, est un rappeur et chanteur français originaire de Paris, né le 3 mars 1992 à Bamako au Mali. Il est membre du groupe 2Fingz avec le rappeur Népal et du collectif L'Entourage.
Pilier et membre très actif du collectif, il est très proche de Nekfeu avec qui il apparaît souvent. Après de nombreuses apparitions et un projet avec L’Entourage, il publie trois EP successifs : Pilote (2017), Pilote & Co (2019) et Pilot3 (2021).

## Biographie

### Carrière

#### Début et jeunesse (2008-2013)
Né à Bamako au Mali, Doums grandit dans le 9e arrondissement de Paris. En 2008, il co-fonde le collectif L'Entourage, et se fait progressivement une place de plus en plus importante au sein de la scène rap parisienne. Avec le rappeur Népal, ils forment le duo 2Fingz, et sortent ensemble leur premier projet homonyme 2Fingz en 2011, suivi d'un second, La Folie des Glandeurs en 2013.

#### Album:Jeunes entrepreneurs(2014)
En 2014 sort Jeunes entrepreneurs, le premier projet du collectif L'Entourage. Le collectif effectue une tournée en soutien à l'album avec un concert à l’Olympia le 14 juin 2014.

#### EP:Pilote(2017)
En 2017, après de nombreuses apparitions en freestyle, sur scène et en accompagnement notamment sur les albums Feu, Cyborg ou Flip, Doums sort son premier EP Pilote avec la présence de 2zer, Zuukou Mayzie et d’Alpha Wann.
Le 21 septembre 2018, sort l’album d’Alpha Wann, Une main lave l'autre (UMLA) ; Doums apparaît sur le titre La Lumière dans le noir.

#### EP:Pilote & Co(2019)
En juin 2019, Doums apparaît sur le titre L’air du temps avec Nekfeu et Framal sur l’album Les Étoiles vagabondes. Il apparaît aussi dans le film du même nom accompagnant l’album.
Puis le 13 décembre de la même année, Doums dévoile un EP de 8 titres intitulé Pilote & Co. Le titre Ce soir (avec Nekfeu) est accompagné d’un clip réalisé par Jules Renault de 360 Creative et produit par Frémont & Co. Le clip raconte une histoire d’amour interprétée par des acteurs et où Doums et Nekfeu apparaissent comme narrateurs en hauteur avec une vue sur le paysage.

#### EP:Pilot3(2021)
Le 24 juin 2021, Doums dévoile son troisième EP, Pilot3, sur lequel apparaissent S.Pri Noir, Blondinet, Framal et Nekfeu.

#### Album:Pull à capuche et billets mauves(2022)
Après avoir sorti fin juin 2022 un premier single intitulé Movie, puis un second nommé Stars en collaboration avec Laylow. 
Le 26 août 2022, sort le premier album studio de Doums, Pull à capuche et billets mauves. L'album est composé de 16 titres dont des collaborations avec les rappeurs PLK, Freeze Corleone, MHD ou encore le rappeur anglais Headie One.

## Vie privée
Il est le petit frère de Dr. Bériz.
De février 2016 à 2017, il a été en couple avec l’actrice Adèle Exarchopoulos, avec qui il a un fils, né en avril 2017.

## Discographie

### En groupe

#### EP
- 2011 : 2Fingz (avec 2Fingz)

#### Mixtape
- 2013 : La Folie des Glandeurs (avec 2Fingz)

#### Album studio
- 2014 : Jeunes entrepreneurs (avec L'Entourage)

### Apparitions
2011 : 
- Guizmo avec Eff Gee, Jazzy Bazz & Doums - Solitaire (Sur l'album Normal)

2012 :
- $-Crew avec Doums & Sango - Métamorphose (Sur la mixtape Métamorphose)
- $-Crew - Au coin de ma rue (Sur la mixtape Métamorphose)
- $-Crew - J’ai le seum (Sur la mixtape Métamorphose)
- Eff Gee avec Doums & Jazzy Bazz - Bouteille de Hennessy(Sur l'album Keskon Eff ?)

2013 : 
- Walter et Lomepal avec Fixpen Sill, Nino Ice, Hugo Délire & Doums - 7 jours
- Caballero avec Doums & Lomepal - Médaille d’or (Sur la mixtape Laisse Nous Faire Vol.1)
- $-Crew - Personne (Sur l’album Seine Zoo)
- $-Crew - Barman (Sur l’album Seine Zoo)

2014 : 
- Lomepal - Enter The Void (Sur l'EP Seigneur)

2015 : 
- Nekfeu avec Doums & Amber-Simone - Jeux d’ombres (Sur l'album Feu)
- Nekfeu - La ballade du Frémont (Sur la réédition de l'album Feu)

2016 :
- $-Crew - L’art et la manière (Sur l'album Destin Liés)
- Népal - Suga suga(Sur la mixtape 444 Nuits)
- Nekfeu avec Doums, Mekra, 2zer & Nemir - Le regard des gens (Sur l'album Cyborg)

2017 : 
- Lomepal avec 2Fingz (Népal et Doums) - Lucy (Sur l'album Flip)

- Népal - Deadpornstars (Sur la mixtape 445e Nuit)
- Doums - Règlement Freestyle #5
- Sneazzy avec Alpha Wann, Caballero & Doums - Parle pas trop (Sur l'EP Dieu bénisse Supersound Vol. 3)

2018 : 
- Alpha Wann - Kim K (sur l'EP Alph Lauren 3)
- Alpha Wann - La lumière dans noir (Sur l'album Une main lave l'autre)

2019 : 
- DJ Elite - Notting Hill (Sur l’album Blackbird)
- Waxx - Reason (Sur l'album Fantôme)
- Nekfeu avec Doums & Framal - L’air du temps (Sur l'album Les étoiles vagabondes)

2020 :
- Népal - Millionaire (Sur l'album Adios Bahamas)
- Zuukou Mayzie 667 - Youssouf et Mamadou(Sur l'album Primera Temporada)

2021 : 
- Slkrack avec Doums & Georgio - Location (sur l’EP SL500)
- Hache-P avec Doums & Eff Gee - Livraison (Sur la mixtape Le Big)
- Georgio - Unique (Sur l’album Ciel Enflammé - Sacré)

2022 :
- $-Crew avec PLK & Doums- Mauvais dans le fond (sur l’album SZR 2001)
- Nekfeu, Eff Gee, Doums - Quotidien (sur la Saboteur Mixtape, Vol. 1)
- Dehmo - Renta Max (sur l’album Pœtic Bendo II)

2023 : 
- Aketo - Les gentils (sur l’album Une petite vie sans histoires)

2024 : 
- La F - VVS (sur l’album TNF 3.5)
- Shaz, Alex Grox & Doums - Hélicoptère || 808 Club
- Hash 24 - Champagne Prototype (sur l’EP Trafic)
- Hach-P avec Kezo & Doums - Ennemi